# Middlewich
Middlewich is een civil parish in het bestuurlijke gebied Cheshire East, in het Engelse graafschap Cheshire met 13.595 inwoners.